# Inviolabilité diplomatique
L'inviolabilité diplomatique est une des immunités diplomatiques prévues pour les diplomates dûment accrédités dans un pays. La personne de l'agent diplomatique ne peut ainsi être soumise à aucune forme d'arrestation ou de détention même temporaire sauf en cas de flagrant délit. Cette disposition est prévue par l'article 29 de la convention de Vienne de 1961. Comme l'indique A. Bérenger, « les ambassadeurs étaient censés bénéficier d'une forme de protection de par leur statut, dans la mesure où leur personne était vue comme inviolable et sacrée ».

## Histoire

### Époque antique

#### L'interdit religieux autour des hérauts grecs
En se basant sur le Digeste et les sources antiques, il faut admettre que les Grecs considéraient déjà comme impie le fait de porter atteinte à un ambassadeur. Dans ses Antiquités judaïques, Flavius Josèphe le définit comme « l’acte qui, de l'aveu des Grecs et des barbares, est la pire des déloyautés » avant d’ajouter que « les Grecs, en effet, ont déclaré les hérauts sacrés (ἱεροὺς) et inviolables (ἀσύλους) ; et, nous-mêmes, c'est par des envoyés célestes que nous tenons de Dieu nos plus belles doctrines et nos plus saintes lois. Ce nom seul a la vertu de faire apparaître Dieu aux hommes et de réconcilier les ennemis entre eux. Quel plus grand sacrilège pourrait-on donc commettre que de tuer des envoyés venus pour s'entretenir de justice ? et comment pourraient-ils encore être prospères dans la vie, victorieux à la guerre après un pareil attentat ? la chose me parait impossible ». Ce caractère sacré du député se retrouve également dans les discours de Dion de Pruse qui insistent sur le fait que « chez nous aussi, la paix est déclarée par les hérauts, mais les guerres éclatent la plupart du temps sans déclaration. Pour discuter de la paix, les ambassadeurs se rendent sans armes auprès de gens qui sont armés et il n'est pas permis de faire injure à aucun d'eux, car tous les messagers d'amitié sont gens de Dieu ». Flavius Josèphe et Dion de Pruse font des ambassadeurs les messagers essentiels à la paix, or la paix est considérée comme un bien sacré que seuls les dieux pouvaient amener sur terre. Par analogie, les hérauts et ambassadeurs devaient ainsi être couverts d’un respect religieux. Cette filiation divine se voit confirmée chez Polybe quand il mentionne « la race sacrée des hérauts, descendants d’Hermès ». Cet interdit autour des hérauts se voit confirmé dans les Histoires d'Hérodote, qui relatent l'épisode du meurtre des hérauts que Darius avait envoyés à Athènes et Sparte pour exiger la soumission : « les Athéniens les avaient jetés dans le Barathre (56), et les Lacédémoniens dans un puits ». Ce type de témoignage, assez rare chez les auteurs grecs, témoigne d'un respect profond des Grecs pour ces hérauts sacrés réputés inviolables. Quant aux ambassadeurs laïcs, nous ne disposons d'aucune information à leur sujet.

#### La législation d'époque romaine

##### L'atteinte auius gentium
D'après G. Stouder, « Les Romains semblent les premiers à avoir été conscients que toute personne chargée d’une mission diplomatique - non seulement celle qui avait un caractère sacré comme les hérauts ou les fétiaux, mais aussi les autres types de messagers - devait bénéficier de l’inviolabilité ». Cette fois-ci, les sources laissent entendre que l’inviolabilité de l’ambassadeur relève plutôt du droit des gens (ius gentium) comme l'atteste clairement le Digeste : « On a pensé que c’était agir contre le droit des gens que de faire éprouver des mauvais traitements à un député d’une nation avec laquelle on est en guerre ; parce que la personne des députés est inviolable ». La formulation du passage sous-entend que l’inviolabilité relève de la tradition et de l'universalité, que porter atteinte à l'ambassadeur revient agir contre ce qui s'apparente à des lois naturelles. Un passage de Cicéron vient compléter cet extrait : « Des députés assassinés au mépris des lois divines et humaines. De qui s’agit-il ? On parle de ceux d'Alexandrie. Je ne veux pas dire qu'on ait tort. Je pense que les droits des députés ne sont pas moins garantis par les lois divines que par les lois humaines ».
Dans sa définition du ius gentium, G. Stouder a montré que le sens de ius gentium se révèle en opposition à la lex (loi écrite) et au mos (loi non-écrite) si chères à Cicéron. Dans la majorité des traductions, cette expression est retranscrite par « loi naturelle » ou « droit des gens » mais J.-L. Ferrary préfère le définir comme « un droit positif non écrit, au même titre que la coutume », qui s'applique dans le domaine des relations internationales et suggère la réciprocité. Les mêmes textes cicéroniens laisse apparaître que le terme avait une portée générale et était applicable et appliquée par tous les peuples, sans pour autant d'équivalent grec. Cependant, l'inviolabilité des ambassadeurs n’était que l’un des domaines où le ius gentium pouvait être invoqué. Ce « droit des gens » englobe une multiplicité de règles qui ne concernent pas uniquement les ambassadeurs mais aussi le droit de réclamer et de récupérer son bien, la garantie d’inviolabilité pour un étranger, la garantie d’inviolabilité pour un magistrat, le droit de la guerre et bien d’autres. Les mêmes textes cicéroniens laissent apparaître que le terme avait une portée générale et était applicable et appliquée par tous les peuples, sans pour autant d’équivalent grec. Cependant, l'inviolabilité des ambassadeurs n'était que l'un des domaines où le ius gentium pouvait être invoqué. Ce « droit des gens » englobe une multiplicité de règles qui ne concernent pas uniquement les ambassadeurs mais aussi le droit de réclamer et de récupérer son bien, la garantie d’inviolabilité pour un étranger, la garantie d’inviolabilité pour un magistrat, le droit de la guerre et bien d’autres.

##### Le recours aux fétiaux
L'atteinte au ius gentium s'articule autour d'une procédure concrète décrite par Varron[Lequel ?]. Celui-ci stipule que « si des ambassadeurs d’une cité étaient agressés, afin que ceux qui l’avaient fait, même s’ils étaient de quelque noblesse, soient livrés à cette cité, il existait vingt fétiaux pour instruire, juger, trancher et décider sur ce genre d’affaires ». La violation de l'immunité diplomatique faisait ainsi l'objet d'une procédure concrète dans laquelle les fétiaux condamnaient ceux qui se rendaient coupables des pires méfaits à l'égard des ambassadeurs. Ces derniers étaient les vingt prêtres regroupés en collège et chargés notamment des rites d'entrée en guerre. Quand un ambassadeur venait à être agressé, le collège portaient des réclamations aux coupables et, s'il n'obtenait pas réparation, procédait à la déclaration de guerre. Son recours est nommément précisé dans le cas d'une ambassade grecque en 265 av. J.-C., quand les envoyés de la cité d'Apollonia furent violentés par Q. Fabius et Cn. Apronius, d’anciens édiles : « Quand le Sénat l'apprit, il les fit immédiatement livrer par les féciaux (per fetiales legatis dedidit) aux ambassadeurs, et ordonna au questeur d’accompagner ceux-ci jusqu’à Brindisi ». Leur recours est largement attesté à la suite de l'agression d'une ambassade carthaginoise en 188 av. J.-C. puis en 100 av. J.-C. à l'issue de l'atteinte portée aux ambassadeurs envoyés par Mithridate VI. Les fétiaux étaient donc les juges de ceux ayant causé du tort aux ambassadeurs, aussi bien romains qu'étrangers. Il semble donc que les Romains s’inscrivaient dans la tradition grecque en déléguant la charge de protéger les ambassadeurs à des prêtres. Toutefois, l’inviolabilité d’une ambassade, primordiale aux yeux des Romains, les conduisit à ajouter à l'interdit religieux grec une procédure basée sur le ius gentium qui, bien que difficile à saisir par l’historien comme le rappelle M. Coudry, demeure vivante jusqu’à la basse époque républicaine de façon certaine. Le recours au ius fetiale fait ainsi figure de recours possible et de garantie pour les ambassadeurs étrangers qui convergent à Rome, dans la mesure où il apporte une réponse procédurale et juridique à la transgression diplomatique.
Bien que possible, le recours aux fétiaux n’est pas systématiquement attesté par les Anciens. L’exemple du massacre orchestré par Ptolémée Aulète en 57 av. J.-C. ne donna suite à aucune sollicitation des fétiaux d’après Dion Cassius. La formulation laisse toutefois entendre que le roi et ses complices romains ont été jugés de leurs méfaits par des instances criminelles compétentes pour des affaires de violence. Plusieurs ambassades de Grèce Propre subirent les mêmes désagréments sans pour autant qu’un recours au fétiaux ne soit stipulé. C'est déjà le cas en 189 av. J.-C. avec le meurtre de députés delphiens et la capture d’ambassadeurs étoliens en Épire. En outre, aucune mention des fétiaux ne survient à la suite du meurtre des envoyés thébains Éversa et Callicritus, dont Persée semble être le commanditaire.
Si le recours aux fétiaux n’apparaît que trop peu, l’acharnement dont les Romains firent preuve à en châtier les coupables montre que ces derniers se souciaient constamment de l’inviolabilité des ambassadeurs romains et étrangers. Dès 189 av. J.-C., une lettre de C. Livius Salinator aux Delphiens ordonne à Marcus Fulvius « de veiller (…) à rechercher les coupables (des meurtres de Boulôn, Thrasyclès et Orestas) et à faire en sorte qu’ils reçoivent le châtiment qu’ils méritent ». En 146 av. J.-C., Strabon raconte que les Corinthiens « traitèrent les Romains avec mépris ; il y en eut même qui, un jour, voyant les ambassadeurs romains passer devant leurs portes, osèrent leur jeter de la boue sur la tête ». À cet épisode succède l’histoire connue de tous, autrement dit « ce nouvel outrage, ajouté à tous ceux dont ils s'étaient rendus coupables auparavant, ne tarda pas à être chèrement expié. Les Romains envoyèrent une armée considérable sous la conduite de L. Mummius Achaicus, et, tandis que ce général détruisait Corinthe de fond en comble, ses lieutenants expédiés dans différentes directions soumettaient le reste de la Grèce jusqu'à la Macédoine ». Cet extrait souligne que l'infraction au droit des ambassadeurs était considérée comme une iusta causa belli, c’est-à-dire une cause suffisante pour que la guerre soit un bellum iustum. Le phénomène se reproduit au moment où César châtie durement les Vénètes qui s'étaient rendus coupables d'agressions envers les ambassadeurs romains. Polybe, quand il narre la rencontre entre Scipion l’africain et les Carthaginois en 203 av. J.-C., insiste sur l’accent mit par les Romains vis-à-vis du traitement réservé aux ambassadeurs. Il ira même jusqu’à dire du général qu’il « accordait la plus grande importance au respect (πίστις) des ambassadeurs ». L'impartialité douteuse de Polybe, que l'on sait proche du cercle des Scipions au moment où il rédige ses écrits nous amène à formuler des réserves sur l’attitude réelle de l’Africain. Toutefois, la pistis, terme repris par les Évangiles pour désigner la foi, se traduit dans ce cas précis par la réserve et le respect en toute circonstance envers l’envoyé, même ennemi. Ces principes se traduisent en acte à travers nos sources dès la fin de la guerre d'Antiochos, dans un épisode évoqué précédemment. En 190 av. J.-C., une députation d'Étoliens, qui étaient pourtant en guerre avec les Romains, se fit capturer par des Épirotes qui exigèrent une rançon de leur part. Cependant, « les Épirotes, prévoyant l'avenir, et de peur que les Romains, instruits de la détention des ambassadeurs qui leur étaient destinés, n'écrivissent pour réclamer, pour exiger même leur liberté, se relâchèrent de leurs prétentions et ne demandèrent plus que trois talents à chacun ». En effet, « Quelques jours plus tard, des lettres vinrent de Rome qui réclamaient sa mise en liberté : seul, ainsi, il fut renvoyé sans rançon ». Cet exemple est la preuve que les Romains mettent un point d’honneur à faire respecter l'inviolabilité des ambassadeurs où qu’ils soient. En outre, cette idéologie encourage les cités à devenir de véritables partenaires diplomatiques de Rome en plus de constituer pour cette dernière une véritable « expression de son ambition hégémonique ». En d’autres termes, par les procédures mises en œuvre et cet attachement à l’inviolabilité ambassadoriale hérité des Grecs, les Romains entendent imposer leur modèle de respect universel. C'est ce qui fait dire à G. Stouder que les « Romains, à travers l’ancrage juridique, furent les premiers à avoir pensé, et à avoir donné aux relations internationales, les fondements juridiques nécessaires pour l’établissement d’un dialogue au-delà des particularismes communautaires, c’est-à-dire les fondements juridiques nécessaires pour l'établissement d’une forme plus évoluée de diplomatie »

### Époque médiévale

#### L'inviolabilité diplomatique dans l'empire byzantin
La période byzantine ne connut pas de nouvelle réflexion au sujet de l'inviolabilité diplomatique. Au contraire, l'empire byzantin suivit finalement très fidèlement les préceptes qui avaient déjà été établis durant l'Antiquité par la République romaine puis le Haut-Empire. Cependant, il s'efforça de mettre par écrit ce qui avait été pensé auparavant. Cela permet aux historiens d'aujourd'hui de comprendre précisément comment les Byzantins envisageaient l'inviolabilité diplomatique. De cette façon, les sources permettent d'établir qu'à l'époque byzantine l'inviolabilité diplomatique existait, comme lors des périodes précédentes, à travers le ius gentium. Ce dernier dans le Digeste, cette compilation juridique constituée de citations de jurisconsultes et commandée par l'empereur Justinien (527-565), est mis en relation avec le ius civile. Il y est dit que « tous les peuples, qui sont régis par des lois et des règles, utilisent en partie leur propre droit, en partie le droit commun de tous les hommes ; car ce que chaque peuple a institué comme son propre droit, est appelé ius civile, comme le droit propre de la cité ; et le droit que la raison naturelle a institué chez tous les hommes, est observé également chez tous les peuples et est appelé le ius gentium, comme toutes les gentes utilisent ce droit. Ainsi le peuple Romain utilise en partie un droit propre et en partie le droit commun de tous les hommes ». Cette conception du ius gentium restait donc très fidèle à celle qui prévalait à l'époque antique. Pour l'inviolabilité diplomatique, il avait été codifié dans le Digeste que « c'était agir contre le droit des gens que de faire éprouver des mauvais traitements à un député d'une nation avec laquelle on est en guerre; parce que la personne des députés est inviolable. Ainsi si nous avons chez nous des députés de quelque nation à laquelle nous déclarons la guerre, il est décidé que ces députés sont libres de demeurer: car tel est le choix des gens ». Plus tard, entre la fin du IXe siècle et le début du Xe siècle, dans les Basiliques, la seconde grande œuvre juridique byzantine après le Corpus iuris civilis dont faisait partie le Digeste, les mêmes conceptions étaient mises en avant. Ainsi, sous l'empire byzantin, on continuait à concevoir que la personne des ambassadeurs, de par leur statut, était inviolable et cela, quelles que soient les circonstances du moment.
Au delà de ces textes normatifs, d'autres sources permettent aujourd'hui de comprendre la conception qu'avaient les Romains de cette inviolabilité diplomatique. L'empereur Léon VI (886-912) dans son traité militaire, les Taktika, mettait en avant que l'ambassadeur, même en contexte de guerre, devait être reçu avec les plus grands égards et congédier de la même façon. On[Qui ?] comprend aussi, lors de la bataille de Mantzikert en 1071, opposant l'empire romain, dirigé alors par Romain IV Diogène (1068-1071), et les Grands seldjoukides, dirigés par Alp Arslan (1064-1072), que les règles diplomatiques suscitées étaient bien ancrées dans l'imaginaire des Romains. En effet, lorsque les ambassadeurs turcs quittèrent la tente impériale après avoir demandé, en vain, la paix, l'empereur leur confia une petite croix, signe de l'inviolabilité diplomatique qu'ils pouvaient revendiquer face aux soldats grecs. Cependant, le même extrait de Michel Attaleiatès montre que les Romains n'appliquaient pas ce droit avec beaucoup de rigueur. En effet, les ambassadeurs turcs furent assez mal accueillis par l'empereur lui-même et, en plus, ce dernier, après s'être montré à première vue plus ou moins enthousiasmé par l'offre des ambassadeurs, déclara finalement la guerre avant même que ces derniers n'aient rejoint leur camp. Les ambassadeurs n'avaient peut être pas vu leur intégrité physique mise en danger, mais il n'en restait pas moins que la situation leur avait été très peu favorable et plutôt dangereuse. Cet épisode montre aussi que le non-respect des règles diplomatiques impliquait la même punition qu'à l'époque antique pour ceux qui se parjuraient. En effet, à l'époque de la République et du Haut-Empire, aller à l'encontre de l'inviolabilité des ambassadeurs ou même de l'immunité diplomatique plus généralement, provoquait la vengeance des Dieux. De la même façon, le Continuateur de Jean Skylitzès montre que l'attitude déplorable des Romains lors des tractations diplomatiques précédant la bataille de Mantzikert les mena à leur propre perte. À cause de cela, la défaite, selon eux, avait certainement été voulue par Dieu.
Malgré cela, dans la majeure partie des cas l'inviolabilité diplomatique était respectée. L'empire byzantin ne bénéficiait certainement plus de la prééminence qui était la sienne à l'époque de la République romaine et du Haut-Empire pour imposer aux autres États son idée du ius gentium mais le principe de l'inviolabilité diplomatique présentait, en réalité, tant d'intérêts mutuels pour tous les partis qu'il ne fut jamais réellement remis en question. Dès la fin de l'empire romain d'Occident, on voit les États dits barbares l'adopter. Que ce soit Isidore de Séville, avec le royaume wisigoth, ou les Mérovingiens et les Carolingiens, l'immunité diplomatique et, par conséquent, l'inviolabilité diplomatique, étaient acceptées sans réserve. De la même façon, en terre d'Islam, à partir du VIIe siècle, on accepta cette règle commune. C'est en raison de cette acceptation générale que les manquements à la règle étaient si rares. Ceux-ci n'étaient, cependant, pas forcément inexistants. Certains individus qui avaient été coupables d'avoir commis des actes en désaccord avec ces règles pouvaient être rappelés à l'ordre. Par exemple, Yahyâ d'Antioche explique qu'en 992 le catépan d'Antioche emprisonna arbitrairement un émissaire de l'émir turc Mandjûtakîn. Face à cette situation, l'empereur, étant en désaccord avec cette décision, ordonna la libération de l'ambassadeur et le fit venir à lui pour finalement le laisser partir. A d'autres moments, la politique impériale pouvait être moins anarchique et répondre à une réelle volonté d'obstruction des ambassades. C'est le cas en 867 lorsqu'une délégation pontificale se rendit dans l'empire. Cette ambassade était constituée de trois émissaires du pape Nicolas Ier (858-867) et fut arrêtée à la frontière byzantino-bulgare. Celui qui contrôlait la frontière les empêcha de passer, les menaça, frappa les chevaux des ambassadeurs et les fit attendre quarante jours avant, finalement, de les congédier. Cela prouve que les règles concernant l'inviolabilité des ambassadeurs étaient si floues que, par différents moyens, il était possible de déjouer la règle sans pour autant commettre de réelle faute. Tant que l'intégrité physique de l'ambassadeur n'était pas mise en danger, l'inviolabilité était respectée.

## Définition selon la convention de Vienne
L’inviolabilité concerne les personnes et les biens des missions d'une part, de leurs agents d'autre part.
En ce qui concerne les agents, l'inviolabilité couvre l'intégrité physique, la demeure privée, les bagages personnels et les documents, correspondance et biens privés.
En ce qui concerne les missions, l'inviolabilité couvre les locaux officiels (qui ne peuvent faire l’objet de perquisition, saisie ou autre mesure d’exécution) et la correspondance officielle (qui ne peut être saisie), à commencer par les valises diplomatiques ou consulaires (qui ne peuvent être ni ouvertes, ni retenues, ni soumises à des contrôles électroniques ou par rayons X).